# Эва Дёгг Саймюндсдоуттир
В этом исландском имени Эва Дёгг — личное имя, Саймюндсдоуттир — отчество.
Эва Дёгг Саймюндсдоуттир (исл. Eva Dögg Sæmundsdóttir; род. 27 февраля 1998, Рейкьявик, Исландия) — исландская фигуристка, выступавшая в одиночном катании. Серебряный призёр чемпионата Исландии (2018).

## Биография
Начала заниматься фигурным катанием в 2006 году. Проживала и тренировалась в родном Рейкьявике. Каталась под руководством Геннадия Каськова, к тому же сотрудничала с другими тренерами — Ребеккой Бойден и Кристиной Фиппс. Постановщиками её программ были хореографы Кевин Кертис и Татьяна Панфилова.
В ноябре 2017 года стала серебряным призёром чемпионата Исландии. После короткой программы уступала чуть более пяти баллов промежуточному лидеру Юлии Грьетарсдоуттир. В произвольной Эва Дёгг заняла первое место, но по сумме не смогла настигнуть соперницу. Её итоговый балл — 82,80, соперницы — 85,60.
Вместе с Грьетарсдоуттир участвовала в челленджере Autumn Classic 2018, проходившем в Оквилле, Канада. Тем самым они стали первыми исландками, которые выступили в серии челленджер. В сумме Эва Дёгг набрала 79,87 и заняла предпоследнее двадцать первое место, на 0,25 балла опередив напарницу по сборной.
В 2018 году также выступала на национальных турнирах, в чемпионате Северных стран и Международных играх Рейкьявика. В течение года тренировалась с Каськовым в клубе «Фьёльнир». Её средняя оценка равнялась 85,282. За эти успехи Ассоциация фигурного катания Исландии признала Эву Дёгг фигуристкой года.
В 2019 году отправилась в Россию для участия в Универсиаде. В женском турнире были заявлены тридцать шесть фигуристок. По итогам короткого проката Эва Дёгг стала тридцать второй с 22,32 баллами. Этого результата не хватило, чтобы пробиться в произвольную программу, куда прошли двадцать четыре участницы. 

## Результаты
| Соревнования                | 14/15         | 15/16         | 16/17         | 17/18         | 18/19         |
| Международные               | Международные | Международные | Международные | Международные | Международные |
| --------------------------- | ------------- | ------------- | ------------- | ------------- | ------------- |
| Универсиада                 |               |               |               |               | 32            |
| Autumn Classic              |               |               |               |               | 21            |
| The Nordics                 |               |               |               | 14            | 14            |
| Reykjavik Int. Games        |               |               |               | 3             | 9             |
| Golden Bear                 |               |               |               | 12            |               |
| Volvo Open Cup              |               |               |               | 14            |               |
| Международные среди юниоров |               |               |               |               |               |
| Reykjavik Int. Games        | 4             | 10            | 4             |               |               |
| The Nordics                 |               |               | 12            |               |               |
| Mentor Toruń Cup            |               |               | 27            |               |               |
| Avas Cup                    |               | 5             |               |               |               |
| Merano Cup                  |               | 29            |               |               |               |
| Hamar Trophy                | 15            |               |               |               |               |
| Volvo Open Cup              | 34            |               |               |               |               |
| Национальные                |               |               |               |               |               |
| Чемпионат Исландии          |               |               | 5 юн.         | 2             |               |
| юн. = юниоры                |               |               |               |               |               |